# Kalidiatou Niakaté
Kalidiatou Niakaté (ur. 15 marca 1995 r. w Aubervilliers) – francuska piłkarka ręczna, reprezentantka kraju, zawodniczka Nantes Loire Atlantique Handball, występująca na pozycji lewej rozgrywającej.
W 2016 roku zdobyła tytuł mistrzyni świata podczas mistrzostw świata w Niemczech. Rok później na mistrzostwach Europy we Francji zdobyła złoty medal, wygrywając z reprezentacją Rosji.

## Sukcesy reprezentacyjne
- Mistrzostwa świata:
  -  2017
- Mistrzostwa Europy:
  -  2018

## Sukcesy klubowe
- Puchar Challenge:
  -  2013-2014 (Issy Paris Hand)
- Mistrzostwa Francji:
  -  2013-2014, 2014-2015 (Issy Paris Hand)
  -  2015-2016, 2016-2017 (Issy Paris Hand)
- Puchar Francji:
  -  2013-2014, 2016-2017 (Issy Paris Hand)

## Odznaczenia
- Chevalier Orderu Legii Honorowej – 2021[3]